# Sydöstra Hälsinglands tingsrätt
Sydöstra Hälsinglands tingsrätt var en tingsrätt i Sverige med kansli i Söderhamn. Tingsrättens domsagan omfattade Söderhamns kommun. Tingsrätten och dess domsaga ingick i domkretsen för Hovrätten för Nedre Norrland.
1 mars 1971 inträffade Tingshusmorden i tingshuset då fyra personer sköts ihjäl inklusive lagmannen Yngve Carlsson. 

## Administrativ historik
Vid tingsrättsreformen 1971 bildades denna tingsrätt i Söderhamn ur häradsrätten för Sydöstra Hälsinglands domsagas tingslag. Tingsrättens domsaga omfattade Söderhamns kommun samt Rengsjö kommun, det område som före 1948 utgjort Ala tingslag. Redan 1972 upphörde Sydöstra Hälsinglands tingsrätt och uppgick i Bollnäs tingsrätt och dess domsaga uppgick följaktligen i Bollnäs tingsrätts  domsaga.

## Lagmän
- 1971 (till 1 mars) Yngve Carlson
- 1971 Lars Villius[3] (vikariatförordnande)